# Nesticus ivone
Espèce
Nesticus ivone est une espèce d'araignées aranéomorphes de la famille des Nesticidae.

## Distribution
Cette espèce est endémique du Minas Gerais au Brésil,. Elle se rencontre vers Nova Lima.

## Description
Le mâle holotype mesure 1,32 mm et la femelle paratype 1,10 mm.

## Étymologie
Cette espèce est nommée en l'honneur d'Ivone Izabel Teixeira, la mère de Bárbara Teixeira Faleiro.

## Publication originale
- Faleiro & Santos, 2011 : A new species and a new record of Nesticus from southeastern Brazil (Araneae, Nesticidae). Zoologia (Curitiba), vol. 28, no 2, p. 247-249 (texte intégral).